# فهرست فیلم‌های ایرانی سال ۱۳۸۶
فهرست فیلم‌های ایرانی سال ۱۳۸۶

## فهرست
| عنوان                                 | کارگردان           | نویسنده                             | بازیگران |
| ------------------------------------- | ------------------ | ----------------------------------- | --- |
| آتش سبز                               | محمدرضا اصلانی     | محمدرضا اصلانی                      | |
| آتشکار                                | محسن امیریوسفی     | محسن امیریوسفی                      | حمید فرخ‌نژاد |
| آرام باش و تا هفت بشمار               |                    |                                     | |
| آن مرد آمد                            | حمید بهمنی         | شادمهر راستین                       | کوروش تهامی |
| آواز گنجشک‌ها                          | مجید مجیدی         | مجید مجیدی، مهران کاشانی            | رضا ناجی، مسعود چوبین |
| احضارشدگان                            | آرش معیریان        |                                     | |
| اخراجی‌ها                              | مسعود ده‌نمکی       | مسعود ده‌نمکی                        | سید جواد هاشمی، محمدرضا شریفی‌نیا |
| استخوونای بابام                       |                    |                                     | داریوش ارجمند |
| استشهادی برای خدا                     | علی‌رضا امینی       |                                     | |
| اشکان، انگشتر متبرک و چند داستان دیگر | شهرام مکری         | شهرام مکری                          | |
| انتهای جاده                           |                    |                                     | |
| انتهای زمین                           | ابوالفضل صفاری     |                                     | |
| باد در علفزار می‌پیچد                  | خسرو معصومی        |                                     | |
| بام تا بام                            |                    |                                     | |
| بودا از شرم فروریخت                   | حنا مخملباف        | مرضیه مشکینی                        | نیکبخت نوروز |
| به خاطر خواهرم                        | حجت‌الله سیفی       |                                     | اسماعیل محرابی |
| به همین سادگی                         | رضا میرکریمی       |                                     | هنگامه قاضیانی |
| بی‌پولی                                | حمید نعمت‌الله      |                                     | |
| پازل                                  |                    |                                     | |
| پرچم‌های قلعه کاوه                     | محمد نوری‌زاد       | محمد نوری‌زاد                        | |
| تسویه‌حساب                             | تهمینه میلانی      | تهمینه میلانی                       | |
| تک درخت‌ها                             | سعید ابراهیمی‌فر    |                                     | سعید پورصمیمی |
| تلافی                                 | سعید اسدی          |                                     | حمید گودرزی، نیوشا ضیغمی |
| تنها دو بار زندگی می‌کنیم              | بهنام بهزادی       |                                     | |
| توفیق اجباری                          | محمدحسین لطیفی     | پیمان عباسی                         | |
| تولدی دیگر                            | عباس رافعی         |                                     | |
| جعبه موسیقی                           | فرزاد مؤتمن        |                                     | رامبد جوان |
| چراغی در مه                           | پناه بر خدا رضایی  |                                     | پریوش نظریه |
| چهارانگشتی                            | سعید سهیلی         |                                     | بهرام رادان |
| حقیقت گمشده                           | محمد احمدی         |                                     | |
| خاک‌آشنا                               | بهمن فرمان‌آرا      |                                     | |
| خروس جنگی                             | مسعود اطیابی       |                                     | مریلا زارعی |
| خواب زمستانی                          | سیامک شایقی        | اصغر عبداللهی، سیامک شایقی          | |
| خواب لیلا                             |                    |                                     | |
| دایره‌زنگی                             | پریسا بخت‌آور       | اصغر فرهادی                         | باران کوثری، صابر ابر، مهران مدیری، محمدرضا شریفی‌نیا، حامد بهداد، امین حیایی، بهاره رهنما، اکرم محمدی، نیما شاهرخ شاهی، سارینا فرهادی، گوهر خیراندیش، نیلوفر خوش‌خلق، نگار فروزنده، ملیکا شریفی‌نیا، امیر نوری، اردشیر کاظمی، شاهرخ سخایی، امید روحانی، مهدی پاکدل، رامین راستاد |
| دایناسور                              | پرویز شیخ‌طادی      |                                     | خسرو شکیبایی |
| در شهر خبری نیست، هست                 | رضا خطیبی          |                                     | |
| در میان ابرها                         | روح‌الله حجازی      |                                     | |
| دل‌شکسته                               | علی روئین‌تن        |                                     | |
| دوشیزه باران                          |                    |                                     | |
| دیوار                                 | محمدعلی طالبی      | محمدعلی طالبی                       | |
| رفیق بد                               |                    | ایرج طهماسب                         | ایرج طهماسب |
| ریسمان باز                            | مهرشاد کارخانی     |                                     | پژمان بازغی |
| زخم شانه حوا                          | حسین قناعت         | حسین قناعت                          | آهو خردمند |
| زمانی برای دوست‌داشتن                  | ابراهیم فروزش      |                                     | محسن تنابنده |
| زمزمه بودا                            | حسین قاسمی جامی    |                                     | |
| زن دوم                                | سیروس الوند        |                                     | |
| زن‌ها فرشته‌اند                         | شهرام شاه‌حسینی     | شهرام شاه‌حسینی                      | مهتاب کرامتی، امین حیایی، نیکی کریمی، محمدرضا شریفی‌نیا |
| سبز کوچک                              | غلامرضا رمضانی     |                                     | حسین محجوب |
| سبیل مردونه                           |                    |                                     | |
| سرزمین جنوبی من                       | محمد نوری‌زاد       |                                     | |
| سرزمین گمشده                          | وحید موسائیان      |                                     | |
| سهم گمشده                             | حسن نجفی عنصرودی   |                                     | |
| شب                                    | رسول صدرعاملی      | کامبوزیا پرتوی                      | عزت‌الله انتظامی، خسرو شکیبایی، امین حیایی |
| شب حورا                               |                    |                                     | فاطمه گودرزی |
| شبی در تهران                          | بهرام کاظمی        |                                     | ماهایا پطروسیان |
| صد سال به این سال‌ها                   | سامان مقدم         | سامان مقدم                          | |
| فرزند خاک                             | محمدعلی باشه آهنگر |                                     | |
| فریاد مورچه‌ها                         | محسن مخملباف       | محسن مخملباف                        | |
| قرنطینه                               | منوچهر هادی        |                                     | |
| کتونی سفید                            |                    |                                     | حسین یاری، باران کوثری، محمود ابراهیم‌زاده |
| کلاغ پر                               | شهرام شاه‌حسینی     |                                     | محمدرضا گلزار |
| کنعان                                 | مانی حقیقی         | اصغر فرهادی، مانی حقیقی، آلیس مونرو | محمدرضا فروتن، ترانه علیدوستی، افسانه بایگان، بهرام رادان، مهرداد صدیقیان، محسن شاه‌ابراهیمی |
| ماه‌وش                                 | محمد درمنش         |                                     | نسرین مقانلو |
| ماهیگیر کوچک                          | عبدالجبار دلدار    |                                     | |
| مجنون لیلی                            | قاسم جعفری         |                                     | |
| محافظ                                 |                    |                                     | |
| محیا                                  | اکبر خواجویی       |                                     | |
| مخمصه                                 | محمدعلی سجادی      | محمدعلی سجادی                       | مسعود رایگان، مهدی پاکدل، شهرام حقیقت‌دوست، لاله اسکندری، فرهاد قائمیان، ثریا قاسمی، مریم کاویانی، فرهاد بشارتی، امیر رضا دلاوری، مهدی میامی، شیوا خسرومهر |
| مظفرنامه                              | محمدرضا ورزی       | محمدرضا ورزی                        | اکبر عبدی |
| ملودی                                 | جهانگیر جهانگیری   | جهانگیر جهانگیری                    | |
| منفی هجده                             | اصغر نصیری         |                                     | |
| میراث                                 |                    |                                     | خسرو شکیبایی، حدیث فولادوند، مجید مشیری |
| نشانی                                 | فریدون حسن‌پور      |                                     | رضا عطاران |
| هامون و دریا                          | ابراهیم فروزش      | ابراهیم فروزش                       | |
| هامون‌بازها                            | مانی حقیقی         |                                     | |
| هر شب تنهایی                          | رسول صدرعاملی      |                                     | |
| هم‌خانه                                | مهرداد فرید        |                                     | بیتا سحرخیز |
| همیشه پای یک زن در میان است           | کمال تبریزی        |                                     | گلشیفته فراهانی |
| یک مرد، یک شهر                        | حسن هدایت          |                                     | احمد نجفی |